# Magnolia panamensis
Magnolia panamensis är en magnoliaväxtart som beskrevs av H.H.Iltis och Vazquez. Magnolia panamensis ingår i släktet Magnolia och familjen magnoliaväxter. Inga underarter finns listade i Catalogue of Life.